# Новосёловский сельский совет (Ореховский район)
Новосёловский сельский совет (укр. Новоселівська сільська рада) — входит в состав
Ореховского района
Запорожской области
Украины.
Административный центр сельского совета находится в 
с. Новосёловка.

## История
- 1919 — дата образования.

## Населённые пункты совета
- с. Новосёловка
- с. Егоровка